# Agustí Pujol (pare)

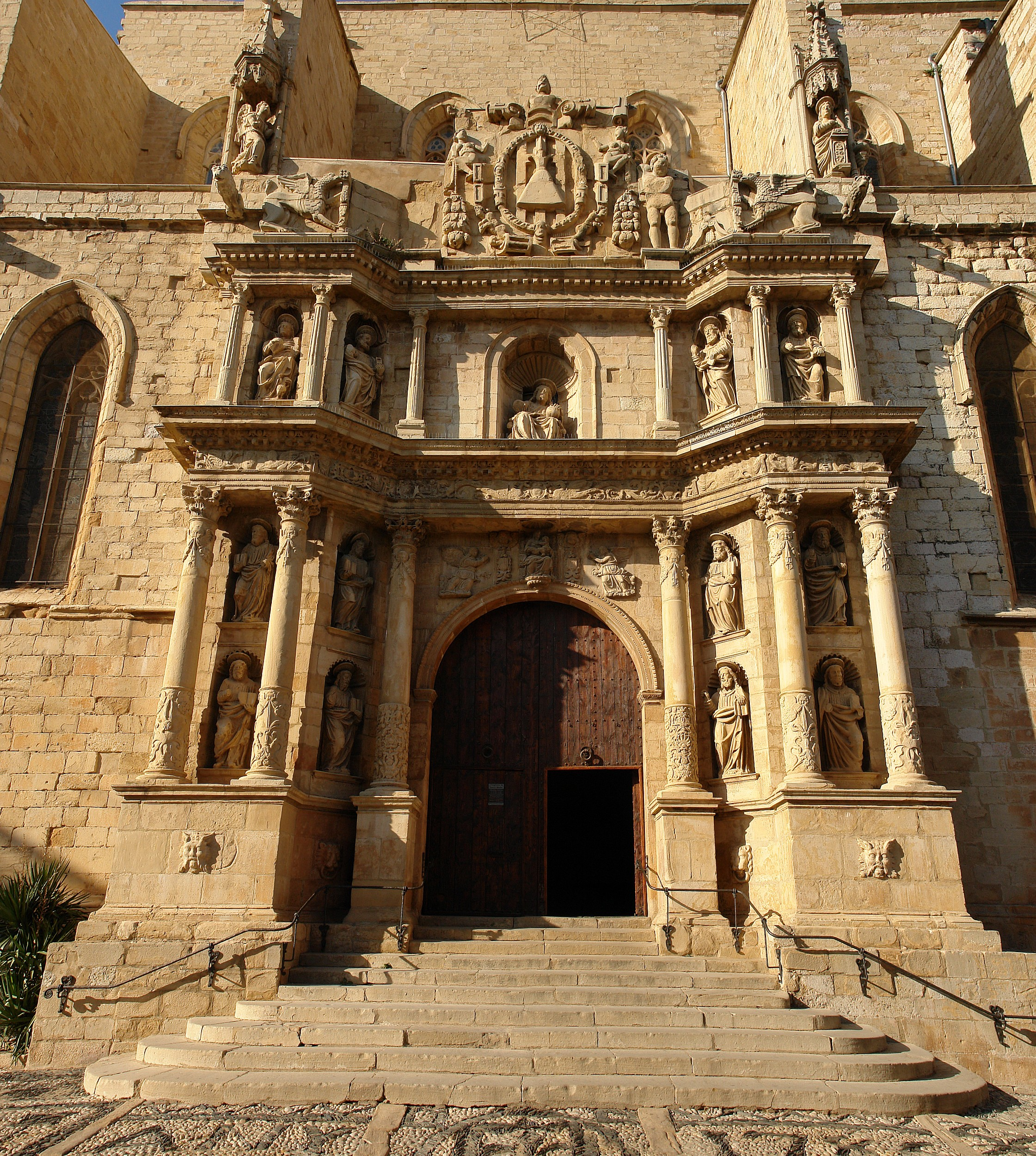
Façana de Santa Maria de Montblanc, d'Agustí Pujol, amb reformes posteriors

Agustí Pujol -pare- (Tortosa, 1554 - Tortosa, cap a 1620), conegut també com a Agustí Pujol I, va ser un escultor del renaixement català.
El document del seu bateig a la catedral de Tortosa és de data 9 juliol 1554 al qual també es nomena al seu pare Arnau Pujol com picapedrer. Consta el seu matrimoni al mes de juliol de 1582 amb Càndida Sebil; el seu fill anomenat també Agustí Pujol, es va dedicar com el seu pare a la imatgeria, compartint taller durant quinze anys a partir de 1603, sent difícil a les obres d'aquesta època l'atribució en concret a algun d'ells. No es coneix la data exacta de la seva mort, encara que es creu que devia ser al voltant de 1620, ja que en un document del 1622, la seva dona apareix com a vídua d'Agustí Pujol "estatuari» de Tortosa.
El 1583 apareix com a escultor d'una imatge per a Santa Maria de Montblanc, policromada pel pintor Antoni Baray (obra perduda). D'aquesta mateixa època és un Crist crucificat per a la catedral de Tarragona, que es conserva al Museu Diocesà d'aquesta ciutat i que va ser acabada el 1587 data del seu cobrament.
A partir d'aquest any 1587, se'l demana per a l'execució de retaules, el primer d'ells, per a l'acabament del de l'església prioral de Sant Pere de Reus, començat per l'escultor Gaspar Huguet (mort el 1585) i, per substituir el realitzat el 1555 pel mestre Pere Ostris, per considerar de mida petita i poc adequat a l'amplitud del temple. El retaule es va incendiar i només es conserven algunes imatges de Pujol. També en aquesta església va realitzar dues trones traçades per Pere Blai, encara que també van ser destruïdes el juliol de 1936, s'ha fet una reconstrucció d'una d'elles per mitjà de les fotografies que es conservaven. El 1590 signa el contracte per al retaule major de la Basílica de Santa Maria de Vilafranca, el retaule del Roser per a l'església parroquial de la Selva del Camp, el retaule major de l'església parroquial de Santa Maria de Martorell. La majoria de les seves obres van ser destruïdes durant la guerra civil espanyola. També va realitzar la façana en pedra de l'església de Montblanc entre els anys 1590-1594. El retaule del Roser per a l'església de la catedral del Sant Esperit de Terrassa, contractat el 1611 va ser una obra de les que va realitzar al costat del seu fill Agustí Pujol.